# Ламс, Висвалдис
Ви́свалдис Ламс (латыш. Visvaldis Lāms; 22 июля 1923, Рига — 28 августа 1992, там же) — латышский советский писатель.

## Биография
Сын портового рабочего. С 1942 года сам стал рабочим. В 1943 году был мобилизован в Латышский добровольческий легион СС. Попал в плен. После освобождения из фильтрационного лагеря в 1946 году работал каменщиком, маляром, слесарем. Самоучка. Благодаря самосовершенствованию, приобрёл немалые знания в истории, философии и языках.
Похоронен на кладбище Райниса в Риге.

## Творчество
Дебютировал, как прозаик в 1953 году с рассказов «Ceļā» («Звезда») в журнале «Zvaigzne». Печатался до 1967 — под псевдонимом Висвалдис Эглонс.
Автор ряда социально-психологических романов, рассказов и повестей о жизни рабочих 1930-х годов в буржуазной Латвии (Nemierā dunošā pilsēta, 1957), в период немецкой оккупации (Kāvu blāzmā, 1958) и в послевоенный период (Visaugstākais amats, 1968).
В своих последующих работах, в том числе «Jokdaris un lelle» (1972) и «Trase» (1972), отобразил философские рефлексии о месте человека в истории.
Его роман «Kāvu blāzmā», который в котором автор описывает судьбу юноши — латвийского легионера в конце Второй мировой войны, был жёстко раскритикован и в течение длительного времени имел проблемы с публикацией.
Романы «Гремящий город» («Nemierā dunošā pilsēta», 1957) и «Северное сияние» («Kāvu blāzmā», 1958) — о молодом рабочем в буржуазной Латвии и во время фашистской оккупации — сюжетно связаны. Жизнь рабочих остается в центре внимания писателя и позднее: романы «Вьется дым» («Kāpj dūmu stabi», 1960), «Самая высокая должность» («Visaugstākais amats», 1968, рус. пер. 1976), «Плоды жизни» («Mūža guvums», 1974). Анализируя судьбы героев, автор ставит вопрос о смысле жизни, об ответственности человека перед обществом (роман «Часы раздумья» — «Sērsnu stundas», 1973). Опубликовал книги повестей и рассказов «Дорога в жизнь» («Ceļš pa dzīvi», 1956), «Капля источника» («Vienu avota lāsi», 1971) и др.

### Избранные произведения
- «Ceļš pa dzīvi» (1956)
- «Гремящий город» (1957)
- «Северное сияние» (1958)
- «Kāpj dūmu stabi» (1960)
- «Самая высокая должность» (1968)
- «Часы раздумья» (1973)
- «Кукла и комедиант» (1972)
- «Итог всей жизни» (1974)
- «Твоё царство» (1978)
- «Гений домашнего очага» (1982)